# Myzostomida
Myzostomida é um ordem de anelídeos que apresenta as seguintes características:
- Possuem 5 pares de parapódios
- Possuem cerdas em forma de gancho, para fixação
- Possuem tentáculos e cirros laterais
- Possuem 2 aberturas: a boca que é ventral, e o ânus que é terminal
- São marinhos
- São metamerizados (segmentação tanto externa quanto internamente)
- São ecto/endoparasitas em crinóides (equinodermos), que utilizam como substrato.
- São seres filtradores, que alimentam de zooplâncton.
- Não possuem divisões no corpo
- Simetria bilateral
- Corpo achatado dorsoventralmente
- Possuem órgãos laterais quimioreceptores
- Possuem órgãos adesivos
- Digestão: boca -> faringe protátil (sem mandíbula e dentes) -> estômago (contém cecos e poro cloacal = ânus + orifício do oviduto + nefrídias). Tubo digestivo não é afetado pela metameria
- Podem ser hermafroditas masculinos (quando jovens), hermafroditas (fase intermediária da vida) e femininos (na fase final da vida)
- Reprodução sexuada
- Presença de pênis que pode ejetar os espermatozoides na água ou então ejetar eles dentro de um canudo que é produzido internamente e então ejetar todo o canudo
- A fecundação pode-se ter de 2 formas: espermióforo (formado na vesícula seminal) ou dentro do oviduto ovos -> água -> larva trocófora (desenvolvimento não é direto)